# Robert de Cotte

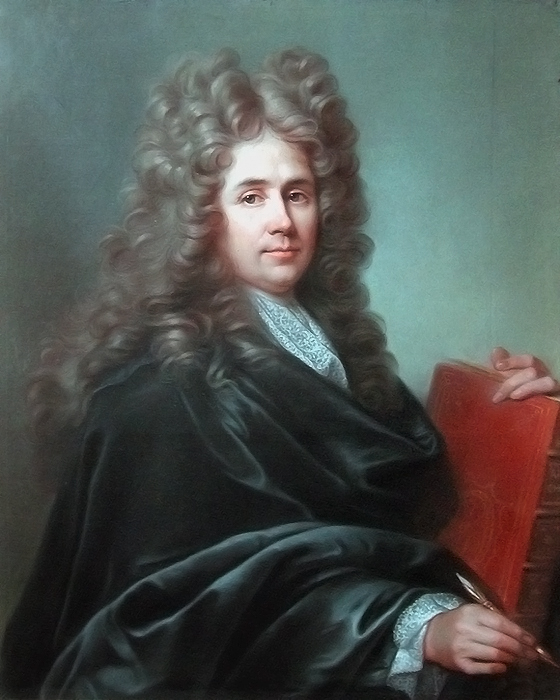
Robert de Cotte, 1701, ulei pe pânză de Joseph Vivien

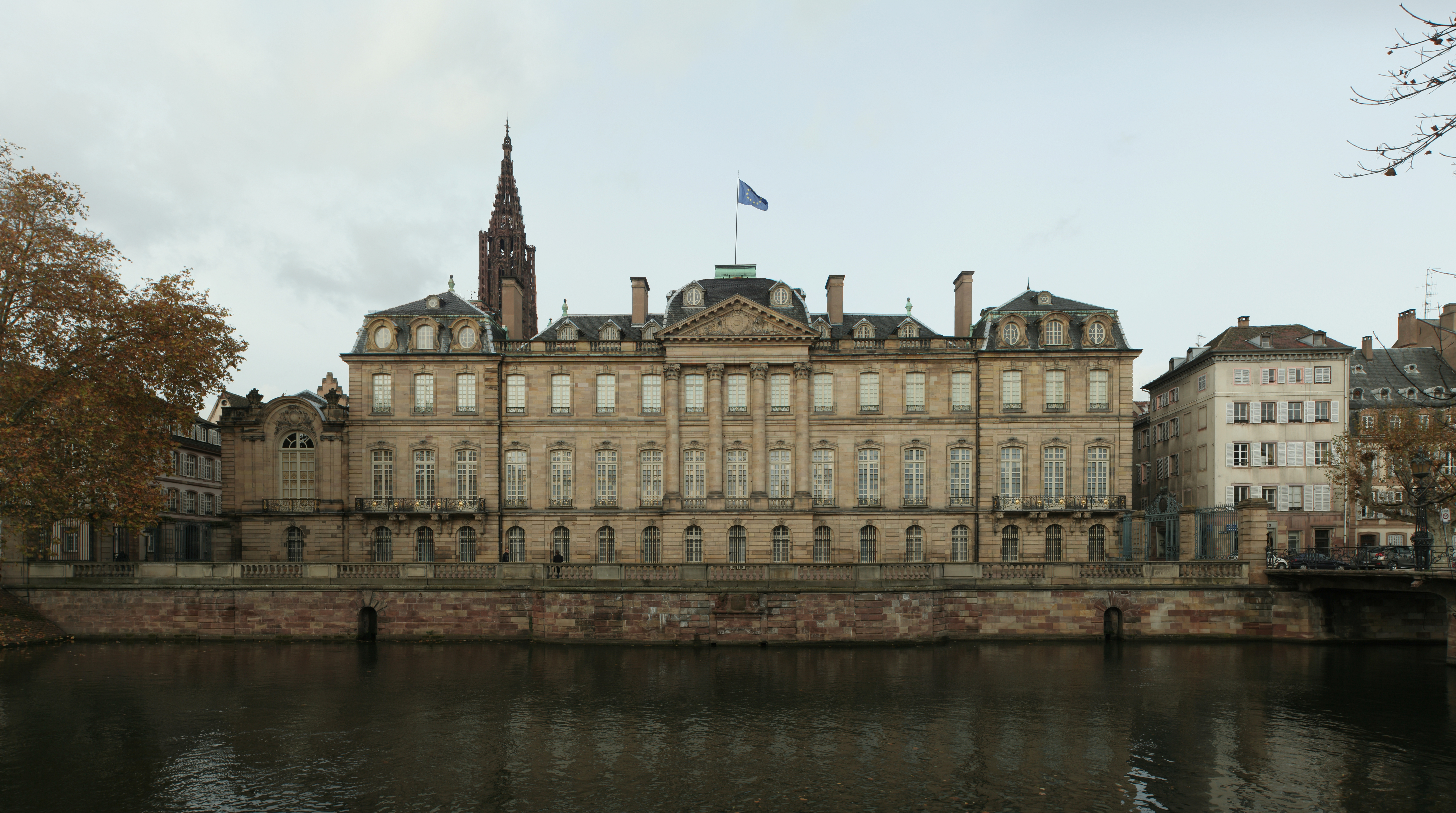
Palatul Rohan, Strasbourg, construit pentru Armand Gaston Maximilien, prinţ de Rohan, cardinal de Strasbourg, vedere din biroul lui Robert de Cotte, 1709-1723

Robert de Cotte (n. 1656 – d. 15 iulie 1735) a fost un arhitect francez, care a participat începând cu anul 1699 la proiectarea și construcția multor edificii regale. A fost ucenicul lui Jules Hardouin Mansart, iar după moartea acestuia a continuat lucrările la capelele regale de la Palatul Versailles și de la Grand Trianon.

## Biografie
S-a născut la Paris. A fost ucenic și colaborator al lui Jules Hardouin Mansart.
În anul 1687, Robert de Cotte se înscrise la Académie royale d'architecture și a devenit unul dintre arhitecții regelui Ludovic al XIV-lea doi ani mai târziu.
A colaborat cu Jules Hardouin Mansart la construirea de capelelor de la Palatului Versailles și de la Place Vendome.
A realizat diferite construcții la solicitarea marii nobilimi pariziene. A construit de asemenea un număr considerabil de hoteluri în Paris printre care: Hôtel du Lude, Hôtel d'Estrées, Hôtel de Conti etc.
Palatul Episcopal din Strasbourg este de asemena realizarea lui. A realizat lucrări, de asemenea, la Bonn, în Alsacia și în Madrid.
De Cotte este considerat un arhitect important în perioada tranziției de la stilul baroc la stilul rococo.
A murit la Paris în data de 15 iulie 1735.